# La Selve (Aisne)
La Selve és un municipi francès situat al departament de l'Aisne i a la regió dels Alts de França. L'any 2007 tenia 203 habitants.

## Demografia

### Població
El 2007 la població de fet de La Selve era de 203 persones. Hi havia 71 famílies de les quals 16 eren unipersonals (12 homes vivint sols i 4 dones vivint soles), 27 parelles sense fills, 24 parelles amb fills i 4 famílies monoparentals amb fills.
La població ha evolucionat segons el següent gràfic:
Habitants censats

### Habitatges
El 2007 hi havia 95 habitatges, 81 eren l'habitatge principal de la família, 7 eren segones residències i 7 estaven desocupats. Tots els 95 habitatges eren cases. Dels 81 habitatges principals, 64 estaven ocupats pels seus propietaris, 17 estaven llogats i ocupats pels llogaters i 1 estava cedit a títol gratuït; 2 tenien dues cambres, 10 en tenien tres, 17 en tenien quatre i 53 en tenien cinc o més. 67 habitatges disposaven pel capbaix d'una plaça de pàrquing. A 28 habitatges hi havia un automòbil i a 44 n'hi havia dos o més.

### Piràmide de població
La piràmide de població per edats i sexe el 2009 era:
| Homes | Edats   | Dones |
| ----- | ------- | ----- |
| 0     | 95 o +  | 0     |
| 4     | 90 a 94 | 0     |
| 0     | 85 a 89 | 4     |
| 0     | 80 a 84 | 0     |
| 4     | 75 a 79 | 0     |
| 4     | 70 a 74 | 8     |
| 8     | 65 a 69 | 4     |
| 0     | 60 a 64 | 0     |
| 4     | 55 a 59 | 8     |
| 4     | 50 a 54 | 4     |
| 12    | 45 a 49 | 8     |
| 8     | 40 a 44 | 8     |
| 12    | 35 a 39 | 8     |
| 4     | 30 a 34 | 4     |
| 0     | 25 a 29 | 8     |
| 4     | 20 a 24 | 4     |
| 8     | 15 a 19 | 8     |
| 8     | 10 a 14 | 4     |
| 12    | 5 a 9   | 8     |
| 12    | 0 a 4   | 4     |

## Economia
El 2007 la població en edat de treballar era de 137 persones, 92 eren actives i 45 eren inactives. De les 92 persones actives 81 estaven ocupades (42 homes i 39 dones) i 11 estaven aturades (6 homes i 5 dones). De les 45 persones inactives 17 estaven jubilades, 11 estaven estudiant i 17 estaven classificades com a «altres inactius».

### Ingressos
El 2009 a La Selve hi havia 83 unitats fiscals que integraven 211,5 persones, la mediana anual d'ingressos fiscals per persona era de 16.441 €.

### Activitats econòmiques
Dels 5 establiments que hi havia el 2007, 2 eren d'empreses de construcció, 1 d'una empresa de comerç i reparació d'automòbils, 1 d'una empresa de transport i 1 d'una empresa d'hostatgeria i restauració.
L'únic servei als particulars que hi havia el 2009 era un paleta.
L'any 2000 a La Selve hi havia 10 explotacions agrícoles.

## Equipaments sanitaris i escolars
El 2009 hi havia una escola elemental integrada dins d'un grup escolar amb les comunes properes formant una escola dispersa.

## Poblacions més properes
El següent diagrama mostra les poblacions més properes.